# Veronika Zapachová
Veronika Zapachová (* 19. července 1948) byla československá politička ze Slovenska, ukrajinské, respektive rusínské národnosti, a bezpartijní poslankyně Sněmovny národů Federálního shromáždění za normalizace.

## Biografie
K roku 1981 se profesně uvádí jako pekařka. Ve volbách roku 1981 zasedla do slovenské části Sněmovny národů (volební obvod č. 130 - Bardejov, Východoslovenský kraj). Ve Federálním shromáždění setrvala do konce funkčního období, tedy do voleb roku 1986.